# Стшижов
Стшижов (пољ. Strzyżów) град је у Пољској у Војводству поткарпатском. По подацима из 2012. године број становника у месту је био 8930.

## Становништво
| 2012. |
| ----- |
| 8.930 |